# جک شارکی
جک شارکی (لیتوانیایی: Juozas Povilas Žukauskas; ۲۶ اکتبر ۱۹۰۲ – ۱۷ اوت ۱۹۹۴) بوکسور اهل ایالات متحده آمریکا بود.